# ジェームズ・ブロデリック
ジェームズ・ブロデリック（James Broderick、1927年3月7日 - 1982年11月1日）は、アメリカ合衆国の俳優。

## 出演作品
- ポール・ニューマン/遠い追憶の日々
- ROOTS/ルーツ2
- ファミリー　愛の肖像
- 狼たちの午後
- サブウェイ・パニック（デニー・ドイル）
- アリスのレストラン